# Feige (España)
Feige (en gallego y oficialmente, Feixe)es una aldea de la parroquia española de Noicela, situado en el municipio de Carballo, provincia de La Coruña, comunidad autónoma de Galicia. Se encuentra en la parte nororiental de la comarca de Bergantiños. Su población es de 9 habitantes según el censo de 2020.

## Historia
La aldea es mencionada por Pascual Madoz como Feige.

## Población
| Gráfica de evolución demográfica de Feige entre 2010 y 2020 |
|                                                             |
| Datos según el nomenclátor publicado por el INE.            |